# Chiesa di Sant'Apollinare Vescovo e Martire (Tresignana)
La chiesa di Sant'Apollinare Vescovo e Martire è la parrocchiale a Tresigallo, frazione di Tresignana, in provincia di Ferrara. La sua costruzione risale al XII secolo.

## Storia

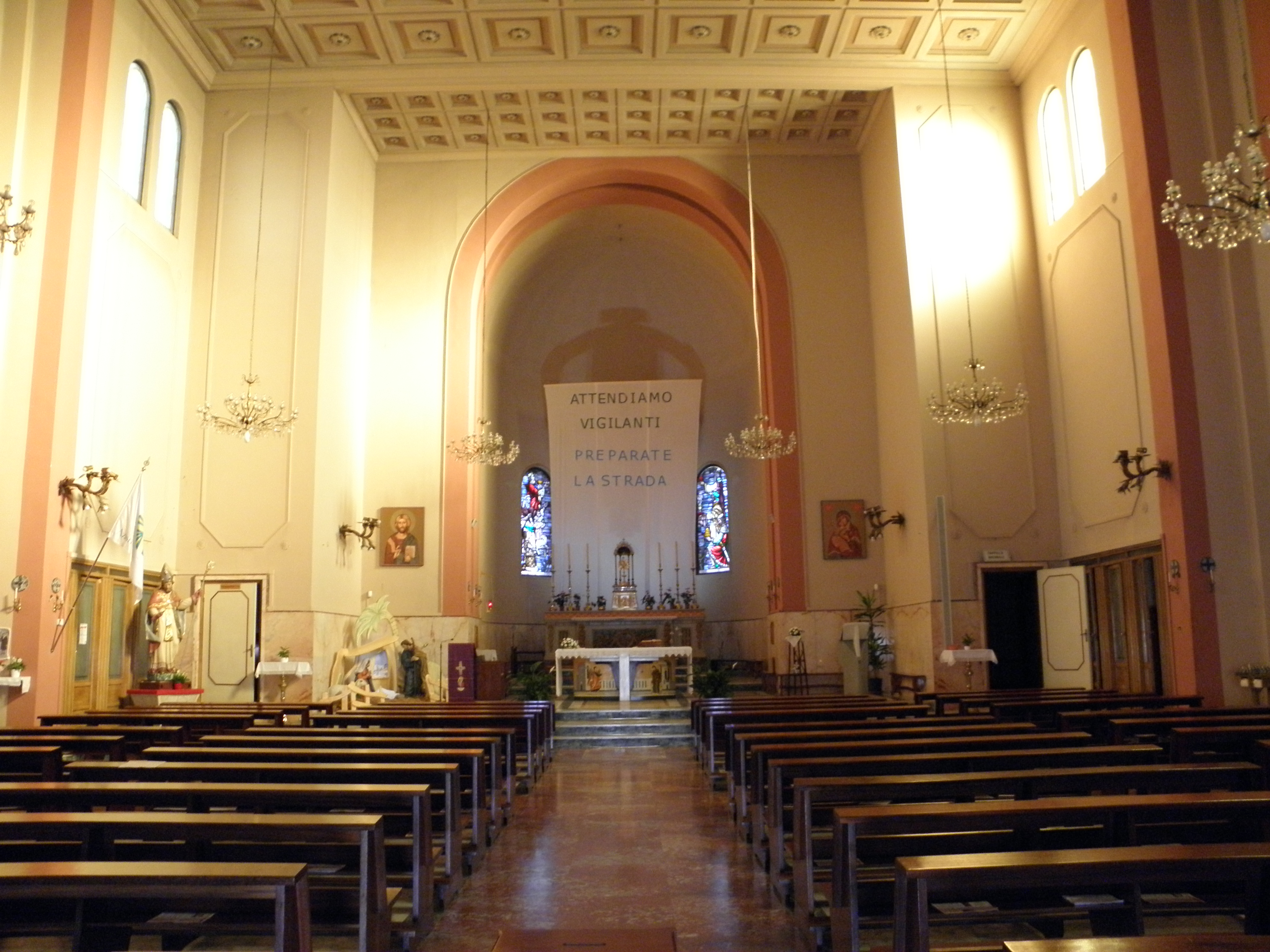
Interno della sala

A Tresigallo, uno dei centri più antichi della provincia di Ferrara, la chiesa esisteva già nel 1100 e 1192 divenne pieve, nella diocesi di Ferrara. A partire dal XVI secolo venne assegnata a membri del clero di diretta nomina vescovile. Durante la prima metà del XIX secolo venne ampliata, e perse l'antica pianta a croce greca.
Nel 1880 fu oggetto di restauri che interessarono sia la chiesa sia la canonica. Nel 1930 venne radicalmente modificata nel suo aspetto con un intervento restaurativo teso a modernizzare le antiche forme romaniche, e tali modifiche riguardarono in particolare la facciata che fu ricoperta con parti di cemento ad imitazione del marmo travertino con parti in bassorilievo raffiguranti scene della vita di Sant'Apollinare. Rimase nella forma precedente solo la torre campanaria. Un ciclo di restauri conservativi si ebbe negli anni sessanta, che in tale momento si indirizzarono alla copertura del tetto e ad altri ampliamenti, e altri interventi vennero realizzati nel 1983, con un nuovo impianto di riscaldamento e l'attenzione per la zona del battistero. L'ultimo lavoro ha riguardato il tetto, completamente rivisto nel 2011.

## Descrizione

### Esterni
Il tempio si trova al centro dell'abitato di Tresigallo.  Il sagrato, di forma rettangolare, è pavimentato con autobloccanti e delimitato sulla piazza da fittoni in pietra. La facciata a salienti è costituita da una parte centrale affiancata da due ali a portico ed è in grande parte rivestita da lastre in cemento che imitano il travertino. Il portale è affiancato da semicolonne che sono di colore più scuro.

### Interni
La sala è di grandi dimensioni ad unica navata con cappelle laterali. Nella prima cappella a sinistra si trova il fonte battesimale. Il presbiterio è leggermente rialzato.